# Novozélandské subantarktické ostrovy
Novozélandské subantarktické ostrovy (anglicky New Zealand Subantarctic Islands) je ostrovní oblast tvořena pěti skupinami ostrovů, které administrativně spadají pod Nový Zéland. Skládají se z:
- Aucklandových ostrovů (Auckland Islands),
- Campbellových ostrovů (Campbell Islands),
- ostrovů Protinožců (Antipodes Islands),
- ostrovů Bounty (Bounty Islands),
- ostrovů Snares (Snares Islands).

## Lokalizace
Jedná se o jednu z nejodlehlejších a nejopuštěnějších oblastí, nacházející se na jižní polokouli. Leží v Tichém oceánu jihovýchodně od Nového Zélandu, přibližně od 47 do 53° jižní zeměpisné šířky a od 165 do 179° východní zeměpisné délky. Celá oblast měří asi 14 000 km², z toho pevnina zabírá zhruba 765 km².
Ostrovy leží na mělkém kontinentálním šelfu a většinou jsou pozůstatkem pliocenních horotvorných procesů, nacházejí se na místech, kde se střetává Pacifická a Australská tektonická deska. Některé jsou sopečného původu (Aucklandovy ostrovy, Campbellovy ostrovy a ostrovy Protinožců), jiné vznikly vyzdvižením oceánské zemské kůry nad hladinu. Nejvyšším místem novozélandských subantarktických ostrovů je vrcholek Mount Dick vysoký 705 m, který se nachází na Adamsově ostrově (Adams Island) v Aucklandových ostrovech.
Na většině ostrovů je subantarktické počasí s poměrně rovnoměrnými teplotami v průběhu roku, které se v průměru pohybují od +5 do +10 °C. Přestože teplota neklesá pod bod mrazu, není tamní klima příjemné. Slunečního svitu je pomálu, převažuje velká oblačnost, zhusta vanou silné západní větry. Velmi často tam ne příliš hustě, ale vytrvale prší. Okolní moře je studené a bouřlivé, projevuje se vliv nedaleké antarktické konvergence.

## Historie
Evropany byly ostrovy většinou objeveny koncem 18. a počátkem 19. století, předtím byly některé přibližně ve 13. století krátce osídleny Polynésany. Na mnohých se vyskytovali, v počtech i desítek tisíců, lachtani, kteří se stali oblíbeným cílem lovců, lovili se pro kožešinu (oblečení, boty, rukavice, klobouky) a tuk (na svícení). Po zdecimování početních stavů se některé ostrovy staly přechodnou základnou pro velrybáře. Po rapidním snížení počtu velryb byly ostrovy lidmi většinou opuštěny. Výjimkou byl Aucklandův ostrov (Auckland Island) v Aucklandovych ostrovech, kde byli v polovině 19. století jednak dočasně přesídleni domorodí Maoři a dále se tam na víc než desetiletí usídlilo asi 200 osadníků, kteří chtěli provozovat zemědělskou činnost a rybolov. Pokus pro nepřízeň počasí a nedostatek velryb ztroskotal a osadníci byli společně s vysídlenými Maory odvezení na Nový Zéland.
Část ostrovů se nachází poblíž mořských plavebních tras a okolní moře bylo často až příliš rozbouřeno, docházelo tam často ke ztroskotání lodí. Pro přežití trosečníků byly na mnohé ostrovy vysazena prasata, ovce a kozy, dostaly se tam i kočky a myši. Tato zvířata mnohdy značně narušila původní flóru a likvidovala faunu na ostrovech jak trvale žijící, tak i tu, která byla zvyklá se tam po staletí vracet a rozmnožovat se. Větší suchozemští savci se nikdy nedostali pouze na ostrovy Protinožců, ostrovy Snares, ostrovy Bounty a v Aucklandových ostrovech na Adamsův ostrov a ostrov Zklamání (Disappointment Island).

## Flora a fauna
V oblasti Novozélandských subantarktických ostrovů se díky velké úživnosti tamní vody, způsobené míšením spodních a vrchních vodních vrstev vodními proudy zasahujícími zde ze Západního příhonu a téměř trvalými silnými větry, se vyskytuje veliké množství nejrůznějších mořských živočichů. Ti jsou vítanou potravou která dokáže uživit ohromná množství převážně vodních ptáků a savců, kteří si ostrovy vybírají k hnízdění. Je spočítáno, že na těchto ostrovech hnízdí přes 120 ptačích druhů, 5 z nich nežije nikde jinde na světě. Na ostrovy připlouvají vyvádět potomky lachtani a pět druhů tučňáků.
Na ostrovech nežijí obojživelníci nebo plazi. Bezobratlí vykazují velkou úroveň endemismu a mnozí ze tam v odpověď na trvale větrné počasí objevují v bezkřídlých formách.
Také flora je na těchto ostrovech jedinečná, vyrůstají tam endemické rostliny nerostoucí nikde jinde, jsou úspěšně uzpůsobené zdejším nepříznivým životním podmínkám. Roste tam přes 230 druhů cévnatých rostlin z nichž 6 je endemických. Lze tam nalézt i jeden z nejjižněji rostoucích stromů Metrosideros umbellata a stromová kapradina Cyathea smithii, včetně široké škály kvetoucích i vlhkomilných rostlin. Ve vyšších polohách jsou časté nenáročné mechy a lišejníky.
Nelze opomenout ani vody okolo ostrovů, jejichž vodní rostliny a živočichové rozličných velikostí jsou hlavní zásobárnou potravy pro hnízdící ptáky a savce. K břehům některých ostrovů se opět navrátily i již téměř vyhubené velryby jižní.
Všechny ostrovy ale nemají přírodní podmínky pro vznik bohaté flory, např. ostrovy Bounty v podstatě nemají žádnou půdu, převážně to jsou jen větrem uhlazené skály pokryté guánem. To ovšem nevadí tisícům opeřenců, včetně tučňáků chocholatých, aby pravidelně obsazovali zdejší hnízdiště.

## Současnost
Postupem času se tyto ostrovy dostaly pod správu Nového Zélandu, který z nich vytvářel přírodní rezervace. Největší změny v tomto směru nastaly po roce 1998, kdy UNESCO vyhlásilo novozélandské subantarktické ostrovy za součást celosvětového přírodního dědictví.
Úkolem novozélandské vlády je nyní zajišťovat jak dlouhodobou ochranu ostrovů a mořského prostředí, tak i podmínky pro cestovní ruch který by neměl negativní dopad. Jsou proto pro zájemce organizovány lodní plavby v příhodné době po okolí těchto ostrovů, při kterých lze z dáli pozorovat zahnízdění. Vstup na ostrovy, vyjma vědců na povolení, je zakázán. Pro zachování dostatku potravy pro rozsáhlé hnízdící kolonie je zakázán i rybolov ve 12mílovém pásmu (okolo 22 km) okolo ostrovů.

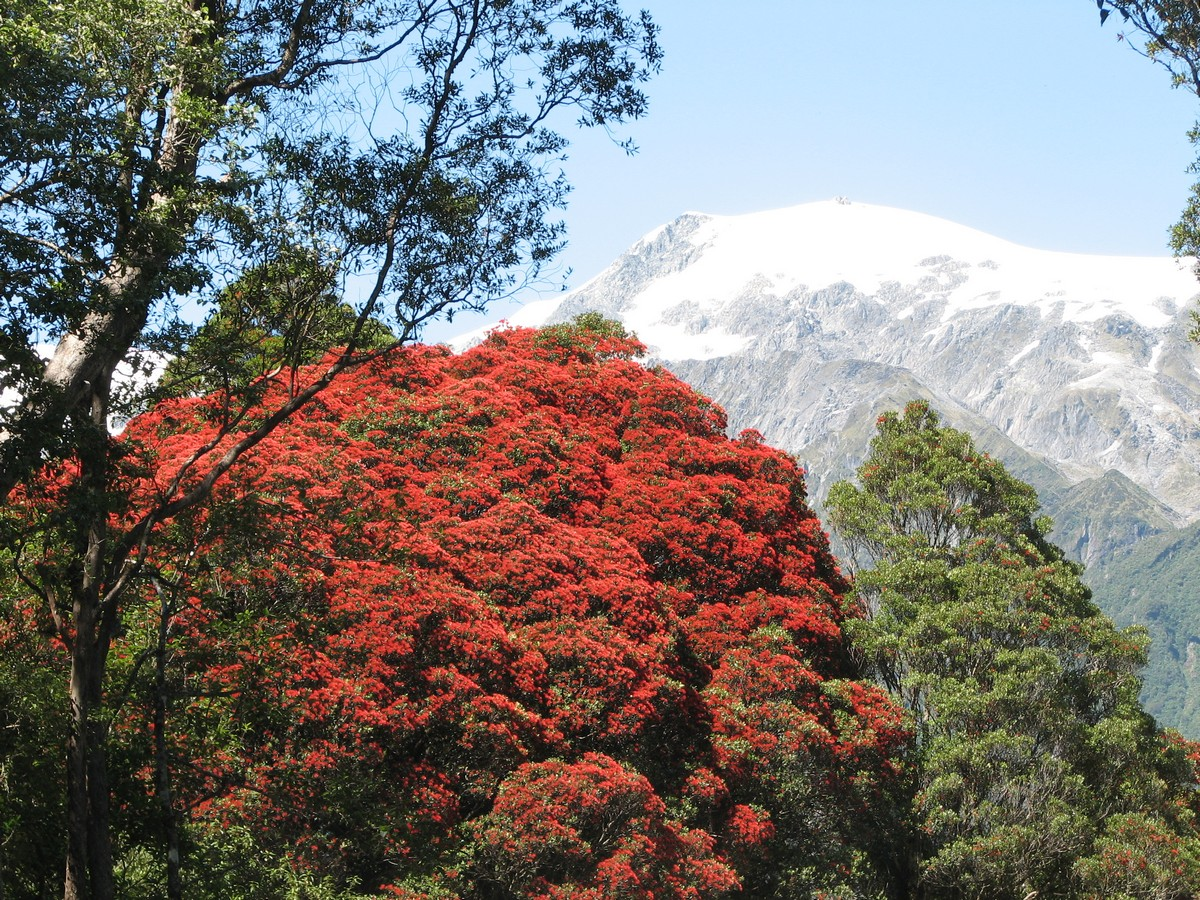
Strom Metrosideros umbellata
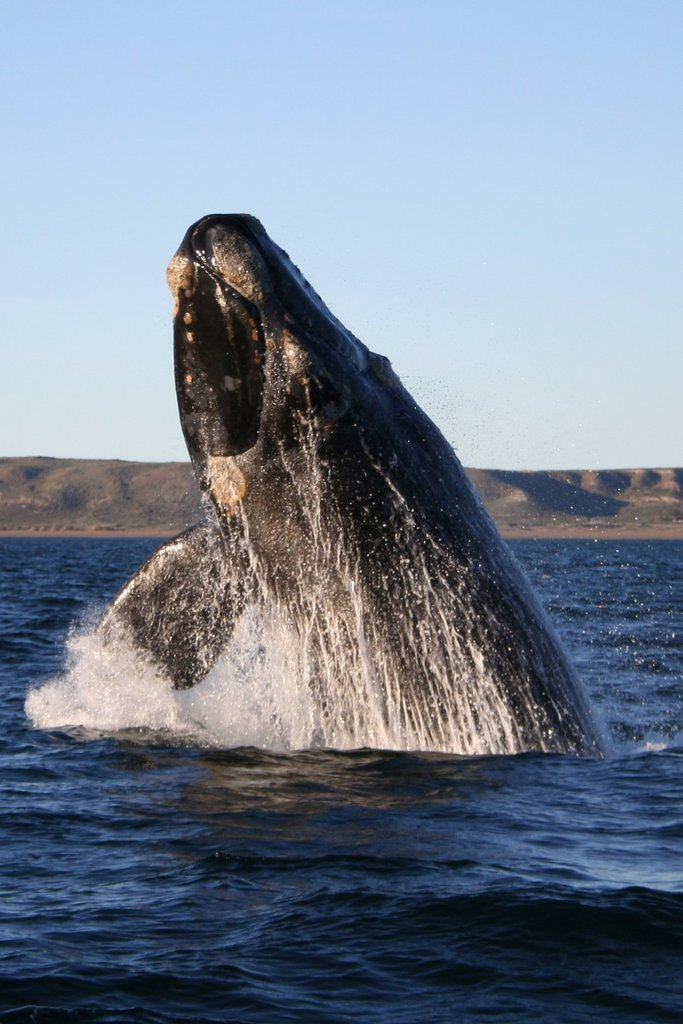
Velryba jižní
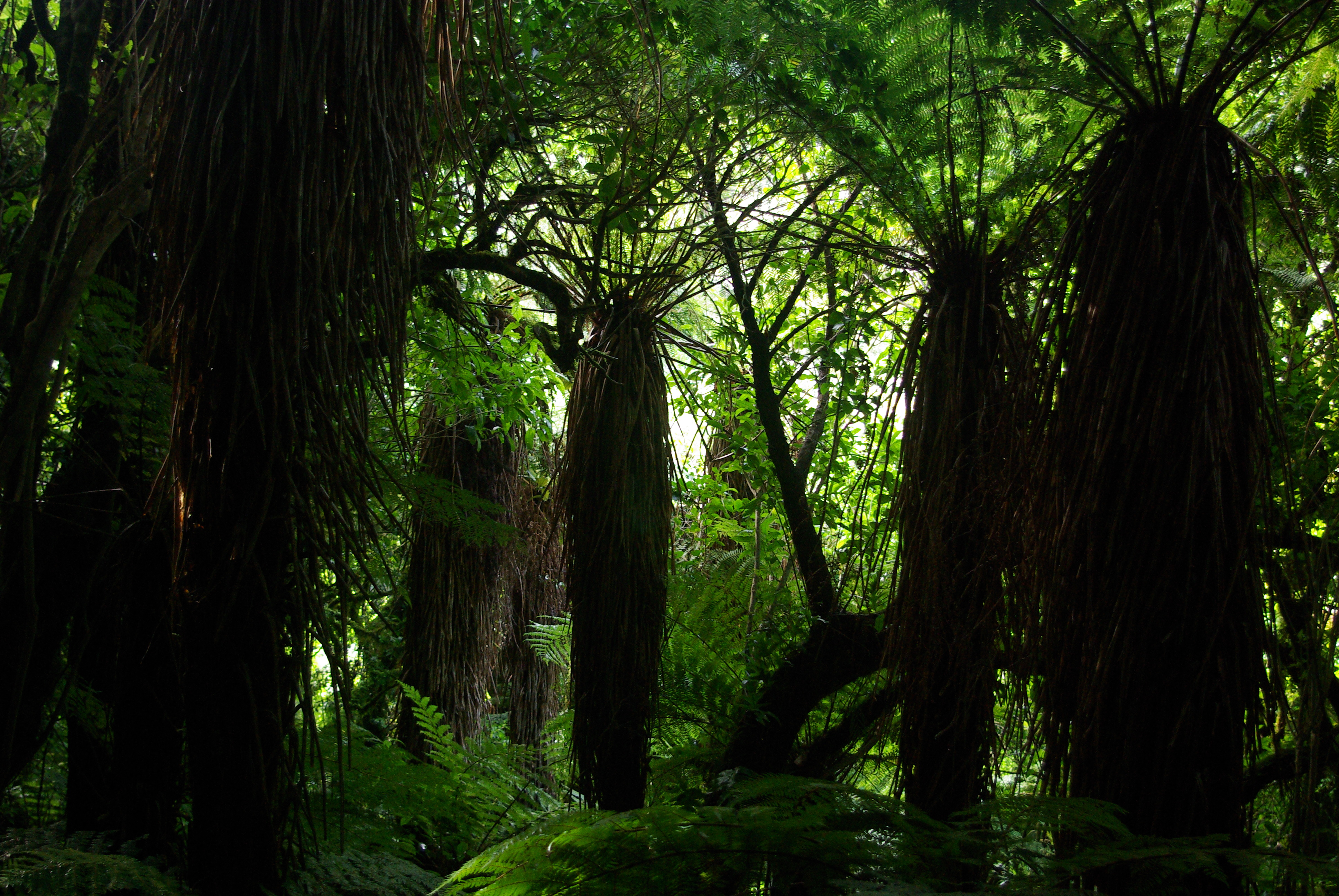
Kapradina Cyathea smithii
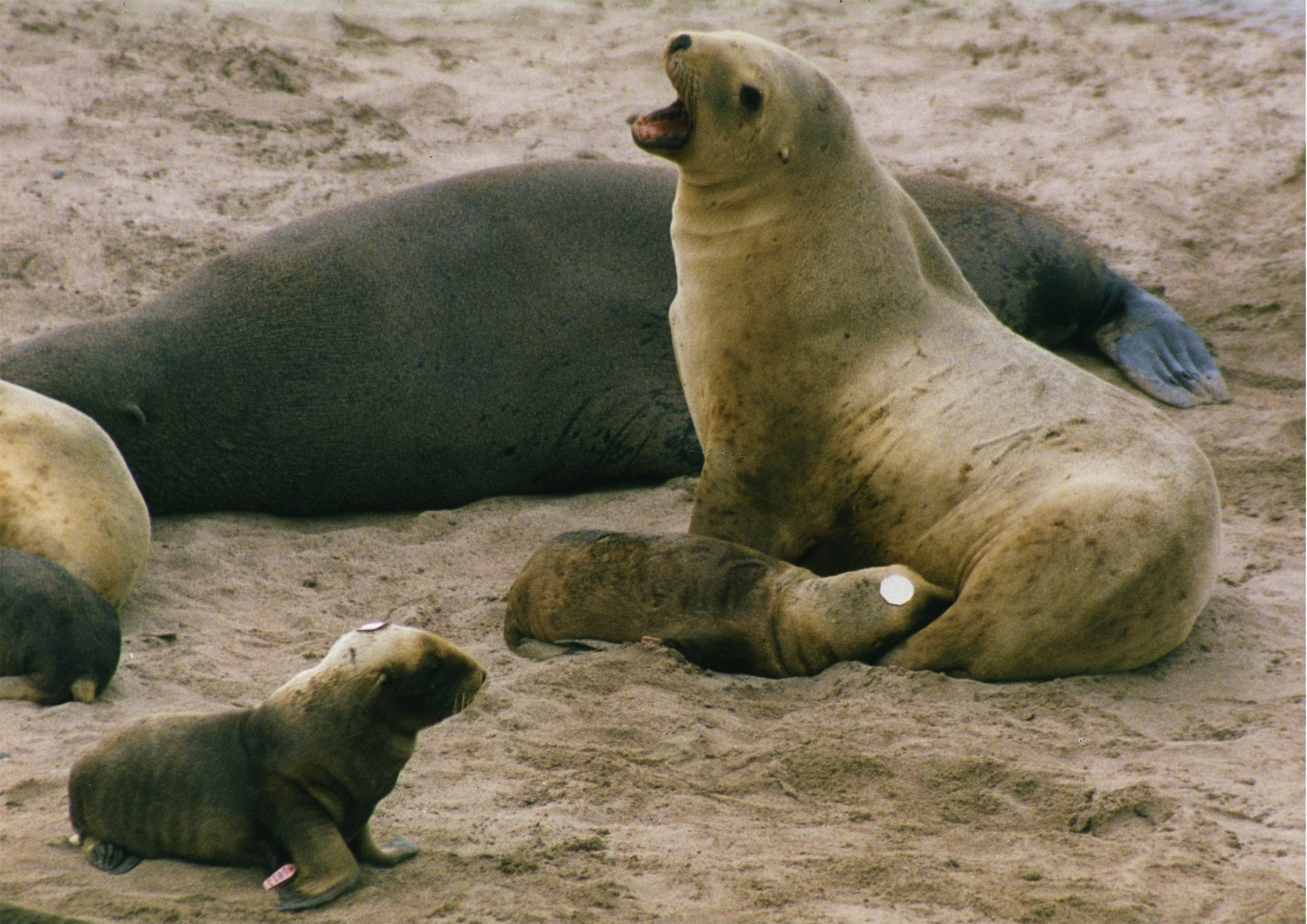
Lachtan novozélandský